# Electorale hervorming
Electorale hervorming is een wijziging in het kiesstelsel die verandert hoe de wensen van het publiek tot uitdrukking komen in uitslagen van verkiezingen.
Hervormingen kunnen diverse wijzigingen omvatten waarvoor veranderingen in de Grondwet, Kieswet en/of andere wetten nodig zijn. Afhankelijk van de doelstellingen van het beleid kunnen deze hervormingen bijdragen aan versterking van de democratie, maar ook aan democratische erosie.

## Voorbeelden
Enkele concrete praktijkvoorbeelden van mogelijke electorale hervormingen zijn:
- Verkiezingssystemen, zoals evenredige vertegenwoordiging, burgerinitiatieven en referenda.
- De manier waarop kandidatenlijsten toegepast worden zoals hybride lijsten en gerangschikt stemmen
- Procedures omtrent het tellen van de stemmen
- Regels over politieke partijen, zoals in de voorgenomen 'wet op de politieke partijen'.
- Stemrecht (inclusief uitbreiding van het stemrecht tot groepen die voorheen werden uitgesloten)
- Hoe kandidaten en politieke partijen zich kandidaat kunnen stellen en hoe zij hun naam op de kandidatenlijst kunnen krijgen
- Het vaststellen van kiesdistricten inclusief grenzen en zetelgrootte
- Ontwerp van stembiljetten en gebruik van stemapparatuur
- Toezicht (verkiezingswaarneming door kandidaten, politieke partijen, enz.)
- Veiligheid van kiezers en verkiezingsmedewerkers
- Maatregelen tegen omkoping, dwang en belangenverstrengeling
- Financiering van kandidaten- en referendumcampagnes
- Factoren die de opkomst van kiezers beïnvloeden

## Nederland
Nederland stapte na het advies van de Staatscommissie-Oppenheim (1913-1914) bij de Tweede Kamerverkiezingen van 1918 over van een meerderheidsstelsel met enkelvoudige kieskringen naar een stelsel van evenredige vertegenwoordiging met één nationaal kiesdistrict. 
Deze grote electorale hervorming leidde tot een verbeterde zetel-stemverhouding, maar ook tot een verzwakking van de band tussen kiezer en gekozene. Ook groeide er, mede door de afwezigheid van kiesdistricten, onvrede over de gesloten politieke cultuur waarin de partijtop de dienst uitmaakte. Ook werd de positie van de Eerste Kamer ter discussie gesteld en waren er terugkerende zorgen over politieke versplintering. Na de grote stelselwijziging van 1918 is er veel debat geweest over electorale hervormingen maar zijn er echter weinig ingrijpende wijzigingen in het kiesstelsel doorgevoerd.

### (Staats)commissies
De onderstaande lijst geeft een beknopt overzicht van commissies die concrete voorstellen hebben gedaan voor electorale hervormingen. Deze commissies hebben invloed gehad op het debat en de politieke dynamiek over kiesstelsels in Nederland. Elk van hen had een andere focus, maar gemeenschappelijk was de vraag hoe het bestel democratischer en effectiever zou kunnen functioneren. 
- Staatscommissie-Van Schaik (1950-1954)

Uitbreiding van de Eerste Kamer van 50 naar 75 leden en de Tweede Kamer van 100 naar 150 leden en verlaging van de minimumleeftijd van volksvertegenwoordigers van 30 naar 23 jaar).
- Staatscommissie-Teulings/Donner (1953-1958)

Eventuele herinvoering van kiesdistricten, wet op de politieke partijen en invoering van een kiesdrempel.
- Staatscommissie-Cals/Donner (1967-1971)

Positie, benoemingsprocedure en zelfs eventuele afschaffing van de Eerste Kamer, gekozen formateur en meervoudige kiesdistricten van ten minste 10 kandidaten.
- Staatscommissie-Biesheuvel (1982-1985)

Gekozen burgemeester, vaste procedure voor de kabinetsformatie met o.a. beknopte regeerakkoorden, invoering van een gemengd evenredig kiesstelsel met twee stemmen naar Duits voorbeeld (met zowel meervoudige kiesdistricten als nationale kieslijsten), toevoegen van een kiesdrempel en mogelijkheden tot burgerparticipatie.
- Burgerforum Kiesstelsel (2006)

Vergroting van de impact van voorkeursstemmen door de invoering van hybride kieslijsten, ontmoedigen van lijstduwers, gekozen formateur en bevordering van burgerberaden.
- Staatscommissie parlementaire stelsel (2017-2018)

Invoering van een constitutioneel hof, stimuleren van stembusakkoorden en een bindend correctief referendum.

### Partijen
Er zijn in 2006 plannen geweest in Nederland om meervoudige kiesdistricten in te voeren. Dit zou de betrokkenheid van de kandidaten bij de kiezer groter maken, omdat de kiezer bewust stemt op een regionale kandidaat. Veel gehoorde bezwaren zijn echter dat de voorkeuren van het electoraat als geheel slecht worden afgespiegeld en dat de landelijke politiek meer het karakter krijgt van een optelsom van plaatselijke belangen. Door het Burgerforum Kiesstelsel is het idee afgewezen.
Na het vertrek van Jozias van Aartsen als VVD-fractievoorzitter vond hij dat er wijzigingen nodig zijn in het staatkundig bestel om de positie van het parlement te versterken. In het verleden heeft Van Aartsen zich enkele malen uitgesproken voor herinvoering van kiesdistricten ondanks dat velen binnen de VVD tegenstander van waren.

### Hoofdlijnenakkoord van 2024

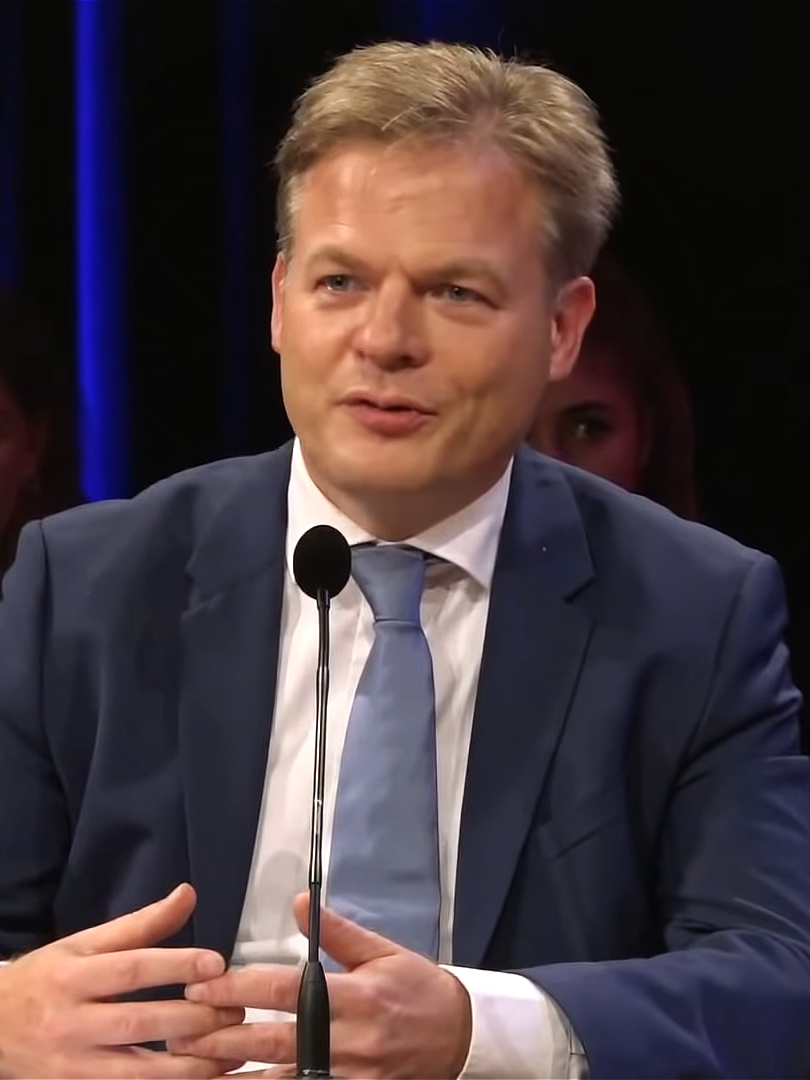
Pieter Omtzigt van de politiek partij Nieuw Sociaal Contract is een groot pleitbezorger van electorale hervormingen in Nederland.

Tijdens de Tweede Kamerverkiezingen van 2023 presenteerde Pieter Omtzigt, leider van NSC, een voorstel voor de hervorming van het Nederlandse kiesstelsel dat geïnspireerd is door Scandinavische landen zoals Denemarken en Zweden. Deze landen hanteren systemen die een betere afstemming hebben op de principes van directe vertegenwoordiging en politieke verantwoordelijkheid, met een sterke focus op het versterken van de band tussen kiezers en hun vertegenwoordigers.
In 2024 heeft het Kabinet-Schoof aanzienlijke stappen aangekondigd om het kiesstelsel te regionaliseren met behoud van nationale evenredigheid. Het hoofdlijnenakkoord bevat voorstellen om een nieuw systeem in te voeren dat voortbouwt op de aanbevelingen van Omtzigt en de NSC. Het plan voorziet in 10 á 12 meervoudige kiesdistricten in combinatie met een 'landelijke lijst'. Het is nog niet duidelijk of hiermee een nationale kieslijst of vereffeningszetels bedoeld wordt. Wat wel duidelijk is, is dat deze hervormingen de wijze waarop zetels worden verdeeld en kiezers hun stemmen uitbrengen ingrijpend zullen veranderen.

## Denemarken
Denemarken was in 1855 het eerste land dat een vorm van evenredige vertegenwoordiging toepaste op landelijk niveau. Dit werd gedaan aan de hand van de enkelvoudige overdraagbare stem. Het Deense kiesstelsel werd in 1915 hervormd van een meerderheidsstelsel naar een gemengd evenredig stelsel. 
In 1920 werd het stelsel wederom aangepast door over te gaan naar een stelsel van evenredige vertegenwoordiging. 110 kandidaten werden verkozen in 22 meervoudige kiesdistricten waarin 3 tot 7 volksvertegenwoordigers verkozen werden. 29 zetels werden gereserveerd om afwijkingen op nationaal niveau te compenseren die ontstonden door het gebruik van kiesdistricten. Denemarken was hiermee het eerste land ter wereld dat vereffeningszetels invoerde.

## Europese Unie
Het Europees Parlement heeft een minimum kiesdrempel van 3,5 procent voorgesteld bij Europese verkiezingen. Deze minimum kiesdrempel werd door Duitse rechtbanken als ongrondwettelijk beschouwd en is om later omgebogen naar een kiesdrempel van 2%. Voor de verkiezingen voor het Europees Parlement zijn transnationale kieslijsten voorgesteld.

## Israël
In Israël wordt voortdurend gesproken over bestuurbaarheid vanwege het gebruik van één nationaal kiesdistrict. De onderstaande hervormingen werden in de afgelopen drie decennia doorgevoerd.
Tussen 1996 en 2001 werd de premier rechtstreeks gekozen. Deze rechtstreekse verkiezing werd stopgezet uit teleurstelling over de verandering. Het vroegere systeem werd hersteld zoals het was.
De minimale kiesdrempel die een partij moet halen om in het parlement te komen, werd geleidelijk verhoogd. Tot 1988 bedroeg het 1%, daarna werd het verhoogd naar 1,5% en bleef het op dat niveau tot 2003, toen het opnieuw werd verhoogd naar 2%. Op 11 maart 2014 keurde de Knesset een nieuwe wet goed om de kiesdrempel te verhogen naar 3,25% (ongeveer 4 zetels).

## Nieuw-Zeeland
De electorale hervorming in Nieuw-Zeeland begon in 1986 met het rapport van de Royal Commission on the Electoral System getiteld Towards A Better Democracy. De Koninklijke Commissie adviseerde om het toenmalige meerderheidsstelsel te vervangen door een gemengd evenredig stelsel. Na twee referenda in 1992 en 1993 nam Nieuw-Zeeland dit voorstel aan. In 2004 werden in Nieuw-Zeeland enkele lokale verkiezingen gehouden met behulp van de enkelvoudige overdraagbare stem.

## Verenigde Staten
Electorale hervorming is een voortdurend proces in de Verenigde Staten, ingegeven door zorgen over zowel kiesfraude als beperking van het stemrecht. Er vinden voortdurend uitgebreide debatten plaats over de eerlijkheid en de effecten van het kiescollege, bestaande kiessystemen en wetgeving rond campagnefinanciering, evenals over voorstellen voor hervormingen. 
Er zijn ook initiatieven om een einde te maken aan gerrymandering, een proces dat mogelijk is binnen een meerderheidsstelsel waarbij staatswetgevers de grenzen van kiesdistricten wijzigen om de kans te vergroten dat hun kandidaten hun zetels winnen (cracking), en tegenstanders concentreren in specifieke districten om hun invloed in andere districten te elimineren (packing).
Het initiatief om het kiescollege te omzeilen heet national popular vote interstate compact. Op verschillende niveaus probeert men ranked choice voting te introduceren om de polarisatie rond het tweepartijenstelsel te doorbreken. 

## Oekraïne
Oekraïne is in 2020 overgestapt van een gemengd majoritair systeem naar evenredige vertegenwoordiging.